# Ал-рас
Ал-рас е музикален перкусионен инструмент от групата на мембранофонните инструменти.
Той e специфичен фолклорен инструмент. Има вид на голям барабан. Използва се в бойния танц Айала (Ayyala), както и в различни фолклорни танци, като винаги има водеща роля.

## Употреба
Обикновено ал-рас се използва заедно с друг вид малки по размер мембранофонни инструменти, наречени „тахамир“ (takhamir). Ал-рас повежда основната ритмична линия на танца, а тахамирите му акомпанират.

## Произход
Ал-рас е характерен за Катар и Обединените арабски емирства.